# Antonina Rijova
Antonina Alekseievna Rijova (en rus Антонина Алексеевна Рыжова; Moscou, 5 de juliol de 1934 - 1 de maig de 2020) va ser una jugadora de voleibol soviètica que va competir durant la dècada de 1950 i 1960.
El 1964 va prendre part en els Jocs Olímpics de Tòquio, on guanyà la medalla de plata en la competició de voleibol.
En el seu palmarès també destaquen dues medalles d'or al Campionat del Món de voleibol, el 1956 i 1960, i una de plata, el 1962. Al Campionat d'Europa, guanyà la medalla d'or el 1958 i 1963, i la de plata el 1955.
A nivell de clubs jugà al Lokomotiv/Metrostroy (1962), CSKA (1963-1969) i Dinamo de Moscou (1970-1971). Guanyà 9 vegades la lliga soviètica i tres edicions de la Copa d'Europa. En retirar-se passà a exercir d'entrenadora.